# 弥俄突
弥俄突（？—516年），是西部高车的君主，候倍（储君）穷奇的儿子。中亚的嚈哒，在500年左右，进攻高车，穷奇被嚈哒杀死，儿子弥俄突、伊匐、越居被俘，高车衰落。
国主（候娄匐勒）阿伏至罗暴虐，诬称儿子与自己的妃嫔有染，将他杀死。不久，阿伏至罗被臣下所杀。跋利延被大家立为国主。之後，嚈哒杀死跋利延，立穷奇的儿子弥俄突为候娄匐勒，高车成了嚈哒的附庸。
弥俄突依附嚈哒，积极与北魏修好，以抗柔然。出使北魏，奉表献金方、银方、金杖、马、驼。508年，弥俄突在蒲类海（今新疆巴里坤湖）以北杀死西征的柔然可汗佗汗可汗伏图，把他的头献给北魏将军孟威，并遣使向北魏献龙马、金银貂皮及方物。高昌王麹嘉转而臣属高车。516年，豆罗伏跋豆伐可汗丑奴西征，杀死弥俄突，为父报仇，将他拴在马上拖死，头颅做成酒杯。  
| 前任： 跋利延 | 西部高车君主 508年—516年 | 繼任： 伊匐 |